# (12624) Mariacunitia
(12624) Mariacunitia és un asteroide del cinturó principal d'asteroides.

## Descripció
(12624) Mariacunitia és un asteroide del cinturó principal d'asteroides. Fou descobert el 17 d'octubre de 1960 a l'Observatori del Mont Palomar per Cornelis Johannes van Houten, Ingrid van Houten-Groeneveld i Tom Gehrels.
Presenta una òrbita caracteritzada per un semieix major de 2,30 UA, una excentricitat de 0,14 i una inclinació de 4,4° respecte a l'ecliptica.
És anomenat així en honor de Maria Cunitz, astrònoma alemanya.